# شعب أولش

توزيع سكان أولشي في المنطقة الفيدرالية الشرقية الأقصى حسب المستوطنات الحضرية والريفية (%)، تعداد 2010

شعب أولتشا، المعروف أيضًا باسم أولتشا أو أولتشي أو أولتشي (بالروسية: ульчи، ольчи، ольчи؛ أولتش: нани، ناني) هم شعب أصلي من سكان الشرق الأقصى الروسي، يتحدثون لغة تونغوسيك المعروفة باسم أولتش. يعيش أكثر من 90% من سكان أولتشيس في منطقة أولتشسكي في خاباروفسك كراي بروسيا. ووفقاً لإحصاء عام 2002، كان هناك 2,913 أولتشي يعيشون في روسيا بعد أن كان عددهم 3173 شخصاً مسجلاً في إحصاء عام 1989، ولكنه ارتفع من 2,494 شخصاً مسجلاً في إحصاء عام 1979، و2,410 أشخاص مسجلين في إحصاء عام 1970. وفقًا لتعداد عام 2010، كان هناك 2,765 من الأولتش في روسيا.

## تاريخ

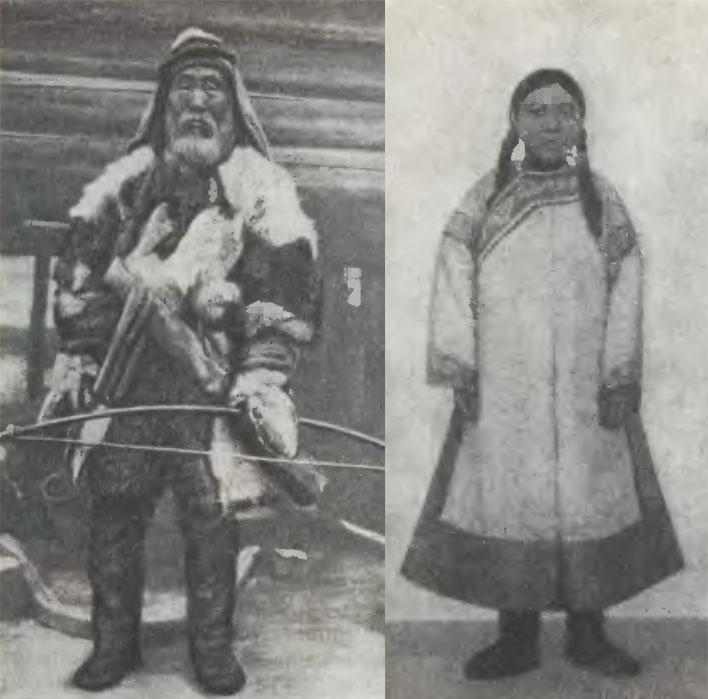
رجل وامرأة من أولشي

ينحدر شعب أولتش من السكان الأصليين من العصر الحجري القديم في شمال شرق آسيا الساحلي، وقد وُجد أنهم يشبهون إلى حد كبير العينات القديمة التي عُثر عليها في هذه المنطقة منذ حوالي 8000 سنة. 
غالبًا ما يُصنف شعب أولتش كواحد من الشعوب الباليوسيبيرية القديمة، ومع ذلك فهو ليس مجموعة عرقية لغوية ولكنه مصطلح يُطلق على مجموعات عرقية مختلفة في سيبيريا لا تنتمي إلى شعوب شمال شرق آسيا الأكبر (مثل السكان الأتراك والمنغوليين والتونجوزيين). ويصنفهم آخرون على أنهم أحد شعوب التونغوسيك لأن لغتهم تنتمي إلى اللغات التونغوسية.

### نمط الحياة
يعود أول ذكر للأولتشي إلى الروس ويعود تاريخه إلى القرن السابع عشر.
كان الأولتشي يعيشون نمط حياة مستقر في قرى صغيرة مكونة من منزلين إلى خمسة منازل. وكان في القرى مساكن شتوية وصيفية على حد سواء. كان المسكن الشتوي القديم، "الهاجدو"، عبارة عن هيكل أرضي مصنوع من أعمدة وجذوع الأشجار مع سقف جملوني بدون سقف، وأرضية ترابية أو طينية. كان المنزل يُدفأ بموقدين من الكانوفي. وفي البرد القارس، كان الأولتش يستخدمون أيضاً مواقد معدنية كبيرة على ثلاث أرجل مع فحم مشتعل. ومن السمات المميزة لمساكن أولتش الشتوية وجود "مائدة كلاب" أو أويتشو - وهي منصة منخفضة كانت تُطعم عليها كلاب الزلاجات. كانت المساكن الصيفية من نوعين - رباعية الزوايا مصنوعة من أعمدة ذات أسقف جملونية مغطاة باللحاء (الداورا) والليتنايكي (الجنغا). وأثناء الصيد، كان الأولتشي يبنون أكواخاً أسطوانية صغيرة أثناء الصيد.
وصيد الأسماك هو الفرع الرئيسي لمجمعهم الاقتصادي التقليدي. وكان أهم مصدر للغذاء لديهم هو سمك السلمون الشاذ. وقد حددت احتياجاتهم من الصيد إلى حد كبير نمط استيطان الأولتشي - على طول الضفة اليمنى للقناة الرئيسية لنهر آمور، على الطرق الرئيسية لأسماك السلمون العائدة إلى مناطق تكاثرها. كانت معدات الصيد التقليدية تتألف من الشباك التقليدية والعتاد والمراكب ومعدات الصنارة وأنواع مختلفة من المخزونات وما شابه ذلك. وكان يتم استخدام كل منها، حسب الموسم والظروف الجوية ومستوى المياه في النهر، ومستوى المياه في النهر، وأغراض الصيد، والعديد من الخصائص الأخرى. كان يتم صيد الأسماك للاستهلاك اليومي وللتخزين على حد سواء. كانت الطريقة الرئيسية لحفظ المصيد هي صنع اليوكولا - وهي أسماك مجففة في الرياح والشمس على شكل صفائح طويلة رقيقة.
كان الصيد ذا أهمية ثانوية، ومعظمها حيوانات الفراء، حيث كان الطلب على الفراء كبيراً بين التجار. كانوا يصطادون في الغالب الأرنب السيبيري والسنجاب وثعلب الماء والثعلب والأهم من ذلك السمور.
في نهاية القرن التاسع عشر، كان السمور نادرًا بالفعل على نهر آمور، لذلك ذهبوا في رحلات استكشافية طويلة إلى سخالين وإلى أحواض أمغون وغورين وتومنين [رو]، على ساحل مضيق التتار وعلى هوكايدو. وكان يتم صيد ذوات الحوافر (الأيائل والغزلان) على مدار السنة باستخدام الأقواس. كما لعب صيد حيوانات البحر دوراً هاماً في حياتهم الاقتصادية، وكانوا يصطادون الفقمات وأسود البحر.

### ملابس
كانت الملابس الصيفية العلوية للرجال والنساء عبارة عن أردية قماشية من قماش الكيمونو ذات حاشية يسرى مثبتة على الجانب الأيمن. وكانت الزخارف على ملابس الرجال نادرة. كانت الملابس الشتوية معزولة (مبطنة على الصوف القطني). وفي الشتاء، كانت تُرتدى أيضاً معاطف من الفرو مقصوصة مثل الرداء ومغطاة من الأعلى بقماش قطني أو حريري. أما القبعات الشتوية فكانت تشبه القلنسوة مع غطاء رأس مصنوع من قماش كاموس الكلب الأبيض وحافة من الثعلب حول الوجه. وفي الصقيع الشديد، كان يتم ارتداء غطاء للأذنين من فرو الشيطان تحت هذه القبعة. وفي الصيف كانوا يستخدمون قبعات من لحاء البتولا. وكانت الأحذية تُصنع من جلد السمك والغزلان والأيائل (روفدوغا) وجلد الفقمة وأسد البحر.
وقد استخدم شعب أولتش مصطلح "الشعب حليق الرأس" لوصف شعب ناناي. 

### علم الوراثة
وفقًا لسوكرنيك وآخرون (2012)، ينتمي الحمض النووي للميتوكوندريا لسكان أولتشي الحاليين في الغالب إلى مجموعة هابلوغروب Y1a (69/160 = 43.1%)، والتي تشترك مع النيفخ والكورياك والإيفينز والمنغوليين، ويُقدّر أن يكون لها زمن إلى أحدث سلف مشترك يبلغ حوالي 6000 (95% CI 3300 <-> 8800) سنة قبل الحاضر على أساس الجينوم الكامل أو حوالي 1800 (95% CI 800 <-> 2900) سنة قبل الحاضر على أساس المواضع المترادفة.  ينتمي 20% آخرون من سكان أولتشي الحاليين إلى مجموعة هابلوغروب الحمض النووي للميتوكوندريا D، وهي أكثر تنوعًا بشكل كبير من مجموعة هابلوغروب Y1a mtDNA ويمكن حلها على النحو التالي: 12/160 = 7.5٪ D4o2، 4/160 = 2.5٪ D4h، 3/160 = 1.9٪ D4e4، 3/160 = 1.9٪ D4j، 2/160 = 1.25٪ D3، 2/160 = 1.25% D4c2، 1/160 = 0.6% D4a1، 1/160 = 0.6% D4b2b، 1/160 = 0.6% D4g2b، 1/160 = 0.6% D4m2، 1/160 = 0.6% D4o1، 1/160 = 0.6% D5a. مجموعات هابلوغروب C (20/160 = 12.5%، بما في ذلك 11/160 = 6.9% C5، 5/160 = 3.1% C4b، 3/160 = 1.9% C4a1، 1/160 = 0.6% C1a) و G (14/160 = 8.75%، بما في ذلك 12/160 = 7.5% G1b و2/160 = 1.25% G2a1) ممثلة تمثيلاً جيدًا أيضًا. وتتكون بقية مجموعة الحمض النووي للميتوكوندريا في أولتشي من مجموعات هابلوغروس N9b (7/160 = 4.4%)، M8a (6/160 = 3.75%)، F1a (5/160 = 3.1%)، M7 (4/160 = 2.5%)، M9a1 (1/160 = 0.6%)، Z1 (1/160 = 0.6%)، B5b2 (1/160 = 0.6%).[3]. 
وفقًا لدراسة أجراها بالانوفسكا وآخرون (2018)، ينتمي ذكور أولتشي الحاليين إلى مجموعات هابلوغرامات Y-DNA C-M217(xM48، M407) (18/52 = 34.6%)، C-M48 (18/52 = 34.6%، بما في ذلك 9/52 = 17.3٪ C-M86/F12355(xB470، F13686)، 4/52 = 7.7٪ C-F13686، 1/52 = 1.9٪ C-B470، و4/52 = 7.7٪ C-B93(xGG_16645386)، وآخرها فرع متباعد للغاية ينتمي إلى C-M48(xM86))، O-M175 (8/52 = 15.4٪، بما في ذلك 6/52 = 11.5٪ O-M122(xP201)، و1/52 = 1.9٪ O-M119، و1/52 = 1.9٪ O-P31)، وQ-M242(xM120) (3/52 = 5.8٪)، وN-M231 (3/52 = 5.8%، بما في ذلك 1/52 = 1.9% N-M231(xM128، P43، M178)، و1/52 = 1.9% N-M2118، و1/52 = 1.9% N-B479)، و1/52 = 1.9% N-B479)، و1/52 = 1/52 = 1.9% I-P37 (1/52 = 1.9%)، وJ-M267(xP58) (1/52 = 1.9%).[4].
وترتبط الجينات السكانية للأولتشي ببقايا عمرها 7700 عام من كهف شيرتوفي فوروتا ("بوابة الشيطان")، كما أنها تتشابه وراثيًا مع المكون الجيني الشرق آسيوي في الأمريكيين الأصليين. لا يبدو أن الأولتشي يمتلكون في الأصل المكون الوراثي "الأوراسي الشمالي القديم" (ANE) الموجود بتواتر منخفض في الأمريكيين الأصليين وآسيا الوسطى، وكذلك بنسبة أعلى في سكان جنوب آسيا وغرب أوراسيا (الأوروبيين والشرق أوسطيين)؛ وبالتالي يُقترح أن يمثلوا المكون الآسيوي الشرقي للأمريكيين الأصليين   ولكن هناك أدلة على تدفق الجينات من سكان آسيا الوسطى والشرق الأقصى على مدى 1000 إلى 3000 سنة الماضية.  كما أن 6.0% من سكان أولتشي المعاصرين يشتركون في مكون أسلاف فريد من نوعه لفرد من الجومون عمره 2500 عام

## لغة
تنتمي لغة أولتش إلى الفرع الجنوبي (آمور) من اللغات التونغوسية. وهي تحتوي إلى جانب لغات شعب ناناي والأوروك على بقايا المفردات "الآمورية" القديمة التي تعود إلى ما قبل التنغوسيك "الأمورية"، مما يجعل من الممكن اعتبار أسلاف الأولتش من أقدم سكان منطقة آمور.[بحاجة لمصدر]

## دِين
الديانة التقليدية للأولتشي وشعوب أخرى في منطقة آمور هي ديانة الأرواحية والشامانية. ويؤدي نظام عبادة الأسرة والأسلاف (عبادة الأسلاف) دوراً كبيراً في الحياة الاجتماعية للأولتشي. وتتشابه ديانتهم مع ديانة شعب النيفخ وشعب الأينو

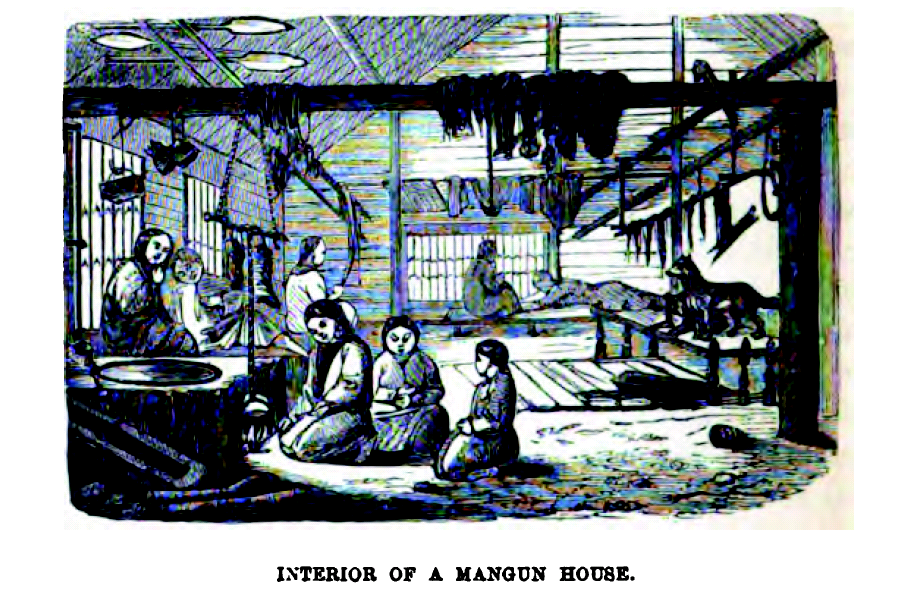
الجزء الداخلي من منزل مانجون ، رسم ريتشارد ماك حوالي عام 1850. 1854-1860

1. ↑  Русакова، Екатерина. "Ульчи оказались коренным народом со стажем 8000 лет". nplus1.ru. اطلع عليه بتاريخ 2020-12-05.
2. ↑  Majewicz، Alfred F.، المحرر (2011). Materials for the Study of Tungusic Languages and Folklore (ط. illustrated, reprint). Walter de Gruyter. ص. 21. ISBN:978-3110221053. مؤرشف من الأصل في 2023-05-28. Volume 15, Issue 4 of Trends in Linguistics. Documentation [TiLDOC]
3. 1 2  Sukernik، Rem I.؛ Volodko، Natalia V.؛ Mazunin، Ilya O.؛ Eltsov، Nikolai P.؛ Dryomov، Stanislav V.؛ Starikovskaya، Elena B. (2012). "Mitochondrial Genome Diversity in the Tubalar, Even, and Ulchi: Contribution to Prehistory of Native Siberians and Their Affinities to Native Americans". American Journal of Physical Anthropology. ج. 148 ع. 1: 123–138. DOI:10.1002/ajpa.22050. PMID:22487888.
4. ↑  Siska، V؛ Jones، ER؛ Jeon، S؛ Bhak، Y؛ Kim، HM؛ Cho، YS؛ Kim، H؛ Lee، K؛ Veselovskaya، E (2017). "Genome-wide data from two early Neolithic East Asian individuals dating to 7700 years ago". Sci Adv. ج. 3 ع. 2: e1601877. Bibcode:2017SciA....3E1877S. DOI:10.1126/sciadv.1601877. PMC:5287702. PMID:28164156.
5. ↑  Siska، Veronika؛ Jones، Eppie Ruth؛ Jeon، Sungwon؛ Bhak، Youngjune؛ Kim، Hak-Min؛ Cho، Yun Sung؛ Kim، Hyunho؛ Lee، Kyusang؛ Veselovskaya، Elizaveta (2017). "Genome-wide data from two early Neolithic East Asian individuals dating to 7700 years ago". Science Advances. ج. 3 ع. 2: e1601877. Bibcode:2017SciA....3E1877S. DOI:10.1126/sciadv.1601877. PMC:5287702. PMID:28164156.
6. ↑  Balanovska، E.V.؛ Bogunov، Y.V.؛ Kamenshikova، E.N.؛ Balaganskaya، O.A. (2018). "Demographic and Genetic Portraits of the Ulchi Population". Russian Journal of Genetics. ج. 54 ع. 10: 1245–1253. DOI:10.1134/S1022795418100046 – عبر ResearchGate.

قالب:Tungusic peoples